# Saxobeats
Saxobeats es el álbum de estudio debut de la cantante rumana Alexandra Stan, lanzado el 29 de agosto de 2011 a través de Play On Records. Fue escrito y producido principalmente por Marcel Prodan y Andrei Nemirschi en los estudios de grabación Maan. Ellos descubrieron previamente a la cantante en un bar de karaoke en 2009 y le ofrecieron un contrato de grabación con su propio sello, Maan Records. Ese mismo año ella grabó un sencillo promocional, «Show Me the Way», con la discográfica que fue incluido posteriormente en Saxobeats. El álbum presenta géneros de hi-NRG y dance. Una de sus canciones, «Lollipop (Param Pam Pam)», contiene elementos de la canción de Fergie «Fergalicious» (2006). El disco ha recibido reseñas variadas por parte de los críticos de música, quienes elogiaron su estilo bailable, pero criticaron su producción repetitiva.
Comercialmente, Saxobeats fue un éxito moderado en las listas europeas, aunque alcanzó la posición número 15 en Japón. Según la Asociación de la Industria de Grabación Japonesa (RIAJ), el disco ha vendido más de 68,000 unidades en el país a partir de mayo de 2012. Para promover el álbum, Stan se presentó en varios conciertos y lanzó cuatro pistas como sencillos. «Lollipop (Param Pam Pam)», el primero, fue transmitido en gran medida en las estaciones de radio rumanas, mientras que «Mr. Saxobeat» se convirtió en un éxito internacional. El tercer sencillo, «Get Back (ASAP)», fue moderadamente exitoso, y «1.000.000», el último sencillo, contó con la colaboración del rapero alemán-zimbabuense Carlprit.

## Antecedentes y desarrollo
En su adolescencia, Stan participó en varios concursos relacionados con la música, incluyendo el Festival de Música Mamaia en 2009. Ese mismo año, la cantante fue descubierta por los productores rumanos Marcel Prodan y Andrei Nemirschi en un bar de karaoke, y le ofrecieron un contrato de grabación con su propio sello, Maan Records. Ella también grabó un sencillo promocional llamado «Show Me the Way». Saxobeats, su álbum de estudio debut, fue grabado en los estudios Maan, con la cantante recordando en una entrevista con Direct Lyrics antes del lanzamiento del disco que «fue el mejor momento de mi vida. Realmente disfruté trabajar con ellos y me divertí mucho». La composición y producción fueron manejadas por Prodan, Nemirschi y Marcian Alin Soare. En la misma entrevista, Stan dijo que todas las canciones de Saxobeats «son parte de mi vida y me representan».

## Lanzamiento y portada
En una entrevista antes del lanzamiento del álbum, Stan reveló que su estreno sería en septiembre de 2011. Para celebrar el lanzamiento de Saxobeats, se realizó un evento con amigos de la cantante, colegas y periodistas. También se lanzó un sitio web especial para comercializar el disco. Saxobeats fue lanzado primero en formato físico en Francia a través de Play On, seguido por su lanzamiento digital en ese país el 2 de abril de 2012 por Play On • Jeff. Mientras que una edición de lujo fue estrenada el 20 de junio de 2012, el álbum fue lanzado en septiembre para los mercados en Alemania y Polonia. En los Estados Unidos, fue distribuido en formatos digitales y físicos a finales de octubre de 2011 por Ultra Records; la misma discográfica también lanzó Saxobeats en Canadá ese mismo mes. El álbum fue estrenado en Japón el 7 de marzo de 2012, con su respectiva edición de lujo lanzada un mes después. El 22 de octubre de 2012, el disco fue finalmente distribuido al Reino Unido. En 2013, se lanzó una reedición de Saxobeats para Japón, titulada Cliché (Hush Hush), junto con tres nuevos sencillos «Lemonade» (2012), «Cliché (Hush Hush)» (2013) y «All My People» (2013).
Saxobeats fue comercializado con tres portadas diferentes diseñadas por Andrei Nemirschi. Para los lanzamientos europeos, la imagen presenta a Stan luciendo una peluca corta frente a un fondo en blanco y negro, con una de sus manos sobre su cabeza. En Japón, el lanzamiento fue acompañado por una fotografía de la cantante de pie con auriculares en sus hombros frente a un fondo negro. Todas las ediciones de lujo presentan a Stan apoyada en un maniquí de plástico, luciendo una blusa azul junto con varios accesorios en su mano.

## Composición y recepción

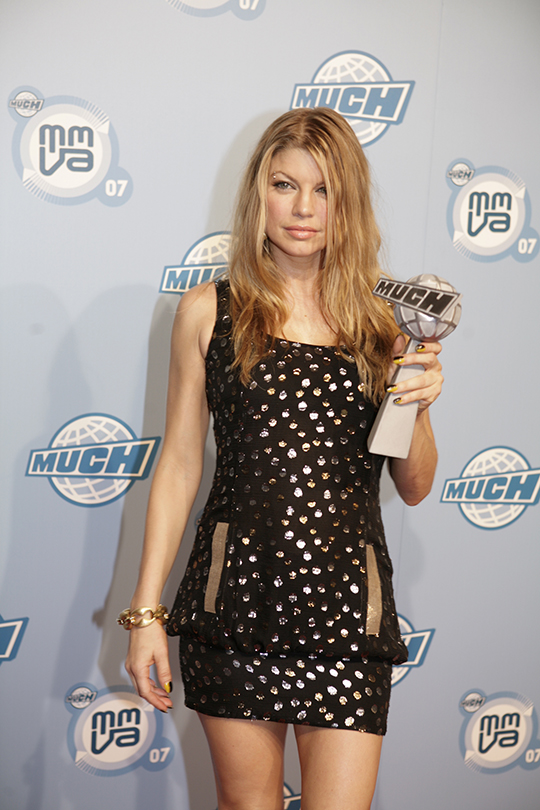
«Lollipop (Param Pam Pam)» contiene elementos de la canción «Fergalicious» (2006) de Fergie (en la imagen).

AllMusic describió a Saxobeats como un álbum hi-NRG y dance, mientras etiquetaba a «Mr. Saxobeat», «Lollipop (Param Pam Pam)» y «Get Back (ASAP)» como «sensaciones de club», y afirmando que «Bitter-Sweet» «Ting-Ting» y «1.000.000» eran «adictivas por igual». En una entrevista, Stan confesó que Saxobeats es diverso e incluye múltiples géneros. Eugen Baltaretu de Devorator Moden encontró muchos estilos de música en el disco, incluyendo electrónica, house y eurodance. Mike Schiller de PopMatters dijo que «Mr. Saxobeat» contenía «sintetizadores brillantes y ritmos de techno» junto con un «loop de saxofón ridículamente pegadizo», mientras etiquetaba el resto del material de Saxobeats como influenciado por el género dance pop. También elogió a «Ting-Ting» por incorporar «sonidos de música folk en la mezcla»; la canción fue descrita como un ambiente francés por Yam Magazine. «Lollipop (Param Pam Pam)» contiene elementos del sencillo «Fergalicious» (2006) de la cantante estadounidense Fergie, con Stan confesando además que la pista es «amigable para los clubes» junto con «letras divertidas». Musicalmente, «1.000.000» es una canción R&B y pop con ritmos de hip hop en su instrumentación.
Tras su lanzamiento, Saxobeats ha recibido reseñas variadas por parte de los críticos de música. Celeste Rhoads de AllMusic elogió a Saxobeats y le otorgó 3 estrellas y media de 5. De manera similar, el portal alemán Mix1 le dio 7 de 8 estrellas. Schiller de PopMatters le dio una reseña variada, describiendo a Stan como «el tipo de joven diva del pop que es difícil de odiar, pero difícil de tomar en serio». El editor vio de manera negativa que el título del álbum este relacionado con «Mr. Saxobeat», comentando que «sólo alrededor de la mitad de las ocho pistas originales aquí tienen algún indicio de saxofón», criticando además la calidad de las remezclas de Saxobeats. Le otorgó al disco 5 estrellas de 10. Aunque Rodrigo de Yam Magazine estuvo «instantáneamente enganchado» cuando escuchó «Mr. Saxobeat», él afirmó en su reseña que el material del álbum presenta la misma estructura. Junto con criticar las remezclas, también, concluyó, «Stan tiene espacio para mejorar, porque hacer tu debut en la música con un álbum repetitivo no es una buena idea».

## Desempeño comercial
Comercialmente, Saxobeats experimentó éxito moderado en las listas. En Austria, permaneció por tres semanas en la lista Ö3 Austria Top 40, alcanzando el puesto número 25 el 23 de septiembre de 2011. En las listas de Finlandia y Alemania, el disco se quedó por una y dos semanas respectivamente, alcanzando su punto máximo en las posiciones 27 y 29. Saxobeats fue un poco más exitoso en la lista SNEP de Francia, donde ingresó en el número 76, además de alcanzar la posición número 15 en Japón. En la respectiva lista de Oricon, el álbum permaneció por 40 semanas, y—según la Asociación de la Industria de Grabación Japonesa (RIAJ)—ha vendido 68,245 unidades a partir de mayo de 2012. En otros territorios europeos como Hungría y Suiza, Saxobeats alcanzó las posiciones 39 y 24, respectivamente; en la última lista, permaneció seis semanas dentro del top 100.

## Promoción
El álbum fue apoyado por varios conciertos, con Stan haciendo además una aparición para la estación de radio rumana Radio ZU. Cuatro sencillos fueron lanzados para promover Saxobeats. «Lollipop (Param Pam Pam)» fue el primer sencillo del disco, lanzado a finales de 2009 en Rumania, donde alcanzó el número 18 en el Top 100 nativo debido a que fue transmitido en gran medida para las estaciones de radio del país. La canción fue promovida por un video musical de bajo presupuesto, que no fue bien recibido por la audiencia. El siguiente sencillo de Saxobeats, «Mr. Saxobeat», fue distribuido a principios de 2011, inicialmente alcanzando el número uno en Rumania por ocho semanas consecutivas. Posteriormente, fue aclamado en todo el mundo, encabezando las listas de nueve países: Austria, Dinamarca, Alemania, Hungría, Israel, Italia, Eslovaquia, Suiza y Turquía, El tercer sencillo del álbum, «Get Back (ASAP)», no obtuvo el mismo éxito que sus predecesores, aunque alcanzó el top 40 en varias listas europeas. El video musical de la pista sirve como una secuela del videoclip de «Mr. Saxobeat». «1.000.000», el último sencillo del disco, fue estrenado a principios de 2012, y contó con la colaboración del rapero alemán-zimbabuense Carlprit, seguido por su aparición en una remezcla de «Mr. Saxobeat». Promovida por un video que sirvió para enfatizar su imagen, la pista alcanzó el top 40 en Italia y Rumania.

## Lista de canciones
Créditos adaptados de las notas de Saxobeats.
| N.º                   | Título                                    | Escritor(es)                        | Productor(es)    | Duración |  |
| 1.                    | «Mr. Saxobeat» (Radio Edit)               | Marcel Prodan Andrei Nemirschi      | Prodan Nemirschi | 3:15     |  |
| 2.                    | «Ting-Ting»                               | Prodan Nemirschi                    | Prodan Nemirschi | 3:56     |  |
| 3.                    | «Show Me the Way»                         | Prodan Nemirschi                    | Prodan Nemirschi | 3:43     |  |
| 4.                    | «Lollipop (Param Pam Pam)»                | Prodan Nemirschi                    | Prodan Nemirschi | 3:55     |  |
| 5.                    | «Crazy»                                   | Prodan Nemirschi                    | Prodan Nemirschi | 3:28     |  |
| 6.                    | «Bitter-Sweet»                            | Prodan Nemirschi                    | Prodan Nemirschi | 3:37     |  |
| 7.                    | «Get Back (ASAP)»                         | Prodan Nemirschi                    | Prodan Nemirschi | 3:29     |  |
| 8.                    | «1.000.000» (featuring Carlprit)          | Prodan Nemirschi Marcian Alin Soare | Prodan Nemirschi | 3:17     |  |
| 9.                    | «Mr. Saxobeat» (Maan Studio Remix)        | Prodan Nemirschi                    | Prodan Nemirschi | 3:41     |  |
| 10.                   | «Lollipop (Param Pam Pam)» (Club Version) | Prodan Nemirschi                    | Prodan Nemirschi | 4:12     |  |
| 11.                   | «Get Back (ASAP)» (Maan Studio Remix)     | Prodan Nemirschi                    | Prodan Nemirschi | 3:21     |  |
| 12.                   | «Mr. Saxobeat» (Extended Version)         | Prodan Nemirschi                    | Prodan Nemirschi | 4:16     |  |
| 13.                   | «Get Back (ASAP)» (Extended Version)      | Prodan Nemirschi                    | Prodan Nemirschi | 4:26     |  |
| Duración total: 48:36 |                                           |                                     |                  |          |  |

## Posicionamiento en listas
| País      | Lista (2011–12)         | Mejor posición |
| --------- | ----------------------- | -------------- |
| Austria   | Ö3 Austria              | 25             |
| Finlandia | Suomen virallinen lista | 27             |
| Francia   | SNEP                    | 76             |
| Alemania  | Offizielle Top 100      | 29             |
| Hungría   | MAHASZ                  | 39             |
| Japón     | Oricon                  | 15             |
| Suiza     | Schweizer Hitparade     | 24             |

## Historial de lanzamiento
| Región         | Fecha                    | Formato          | Discográfica   | Edición(es) |
| -------------- | ------------------------ | ---------------- | -------------- | ----------- |
| Francia        | 29 de agosto de 2011     | CD               | Play On        | Estándar    |
| Francia        | 2 de abril de 2012       | Descarga digital | Play On • Jeff | Estándar    |
| Francia        | 20 de junio de 2012      | CD               | Mis            | De lujo     |
| Alemania       | 9 de septiembre de 2011  | Descarga digital | Sony           | Estándar    |
| Polonia        | 23 de septiembre de 2011 | CD               | Universal      | Estándar    |
| Estados Unidos | 18 de octubre de 2011    | Descarga digital | Ultra          | Estándar    |
| Estados Unidos | 24 de octubre de 2011    | CD               | Ultra          | Estándar    |
| Canadá         | 18 de octubre de 2011    | Descarga digital | Ultra          | Estándar    |
| Japón          | 7 de marzo de 2012       | Descarga digital | Play On • Jeff | Estándar    |
| Japón          | 20 de junio de 2012      | Descarga digital | Play On • Jeff | De lujo     |
| Reino Unido    | 22 de octubre de 2012    | Descarga digital | 3Beat          | Estándar    |